# Voces desde Mozambique
Voces desde Mozambique (Veus des de Moçambic / Voices from Mozambique, Vozes desde Moçambique), és una pel·lícula documental dirigida per Susana Guardiola i Françoise Polo i produïda per Loris Omedes i Susana Guardiola. Narra la història de cinc dones que lluiten, diàriament, per activar el desenvolupament de la dona a Moçambic. Una història basada en cinc veus: Cinc personatges que conformen el cicle de vida d'una dona. I l'ombra d'un mite, la Josina Machel, primera heroïna moçambiquenya, que va lluitar pels drets de la dona a l'Àfrica. Un recorregut que pretén recuperar les arrels d'un passat per a reconstruir un present. Una actualitat on les veus de les seves dones es converteixen en una crida des d'Àfrica.

## Fitxa
- Any: 2011
- Data d'estrena: 17-06-2011
- Tipologia: Documental - Llargmetratge
- Gènere: Experimental / Creatiu / Biopic
- Públic: Tots els públics
- Durada: 97.00 '
- Versió original: Anglès, Portuguès, Changana
- Altres versions disponibles: Anglès, Castellà, Català
- Versions subtitulades: Anglès, Castellà, Català, Portuguès
- Format: Color, HD, Dolby Stereo,
- Estat: Estrenada

## Equip
- Productor/s: Loris Omedes
- Producció executiva: Loris Omedes, Marita Solá, Susana Guardiola
- Direcció: Susana Guardiola, Françoise Polo
- Guió: Susana Guardiola, Françoise Polo
- Música original: Zacarías M. de la Riva
- Direcció de fotografia: Josep Mª Civit
- Muntatge: Ibon Olaskoaga
- Direcció de producció: Josete Huedo
- Disseny de so: Juan Sánchez “Cuti”
- So directe: Daniel de Zayas